# Saint-Lunaire
Saint-Lunaire è un comune francese di 2 402 abitanti situato nel dipartimento dell'Ille-et-Vilaine nella regione della Bretagna. 

## Società

### Evoluzione demografica
Abitanti censiti

## Amministrazione

### Gemellaggi
- Hexham, Regno Unito